# 張政源
張政源（1955年9月—），臺灣交通界實務專業人士、公務人員，曾任交通部政務次長、臺灣鐵路管理局局長。

## 生平
張政源是交通大學運輸研究所博士，20多年的從政資歷都在交通相關單位。
張於民國69年進入台鐵，從列車長做起，曾於民國77年12月21日至民國80年8月1日，擔任台北站第十一任站長。民國84年，張政源外調臺北市公共汽車管理處主任秘書，其後張陸續擔任臺灣省政府交通處旅遊局局長、交通部觀光局駐紐約臺北經濟文化辦事處觀光組主任和臺南市政府交通局局長等職。
2017年1月，張政源由臺南市交通局局長升任臺南市副市長；2018年7月16日，張政源再調任交通部政務次長。
2018年10月，時任交通部台灣鐵路局局長鹿潔身因普悠瑪列車出軌事故請辭獲准，張政源接任台鐵局長。11月9日，台鐵局辦理新、舊任局長交接，張政源正式接任台鐵局長一職。
2021年1月15日，張政源屆齡退休，翌日開始由交通部常務次長祁文中暫時代理局長一職。

## 軼聞
張政源與前任局長鹿潔身、范植谷為成大交管系同一屆、而且是同班同學。

## 外部連結
- 張政源的Facebook專頁

| 官衔          | 官衔                                                       | 官衔                             |
| ------------- | ---------------------------------------------------------- | -------------------------------- |
| 行政院        |                                                            |                                  |
| 前任： 鹿潔身 | 臺灣鐵路管理局局長 第二十二任 2018年11月9日－2021年1月15日 | 繼任： 祁文中（代理） 正任：杜微 |